# 石湫街道
石湫街道，原名石湫镇，是中华人民共和国江苏省南京市溧水区下辖的一个乡镇级行政单位。

## 行政区划
石湫街道下辖以下地区：
石湫坝社区、明觉寺社区、塘窦村、社东村、桑园蒲村、横山村、石湫村、蟹塘村、九塘村、上方村、同心村、三星村、向阳村、东泉村、明觉村和光明村。